# Itti-Marduk-balāṭu
Itti-Marduk-balāṭu war der zweite König der zweiten Dynastie von Isin sowie Sohn und Nachfolger von Marduk-kābit-aḫḫēšu. Er herrschte von 1140 bis 1132 v. Chr. und versuchte wie sein Vater, einen der Prätendenten auf den Thron Aššur-dans I. zu unterstützen und sich so in innenpolitische Fragen Assyriens einzumischen.